# Brachydaktylia

Klasyfikacja brachydaktylii

Brachydaktylia (krótkopalczastość, ang. brachydactyly, z gr. βραχύ „krótki” + δάκτυλος „palec”) – wada wrodzona polegająca na skróceniu palców dłoni i (lub) stóp. Może być wadą izolowaną lub wchodzić w skład zespołów wad wrodzonych. Opisano też kilka zespołów jednogenowo dziedziczonej brachydaktylii. W genetyce klinicznej do obiektywnego pomiaru długości palców stosuje się najczęściej wskaźnik będący ilorazem długości 3. palca (w cm) do długości dłoni (w cm). Pomiaru dokonuje się przy rozpostartych dłoniach od koniuszka palca do głównej bruzdy oddzielającej palec od wierzchu dłoni i dłoń od nadgarstka. Opracowano nomogramy prawidłowych wartości długości palców dla wieku i płci; popularnie stosowany jest ten w Smith's Recognizable Patterns of Human Malformation (Kenneth Lyons Jones, David W. Smith (ed.) Philadelphia: Saunders, 2005, ISBN 0-7216-0615-6).

## Typy izolowanej brachydaktylii
| Typ                   | OMIM        | Gen         | Locus                  | Charakterystyka |
| Typ A1, BDA1          | OMIM 112500 | IHH BDA1B   | 5p13.3-p13.2, 2q33-q35 | Brachydaktylia typu A1 lub brachydaktylia typu Farabee. BDA1 jest dziedziczona autosomalnie dominująco |
| Typ A2, BDA2          | OMIM 112600 | BMPR1B GDF5 | 20q11.2, 4q23-q24      | Brachydaktylia typu A2, Brachymezofalangia typu II lub brachydatylia typu Mohra-Wriedta. Typ A2 jest bardzo rzadką postacią brachydakylii. Występuje skrócenie paliczków palców wskazujących i drugich palców u stóp |
| Typ A3, BDA3          | OMIM 112700 |             |                        | Brachydaktylia typu A3, Brachymezofalangia V lub Brachydaktylia-klinodaktylia. |
| Typ A4, BDA4          | OMIM 112800 |             |                        | Brachydaktylia typu A4, Brachymezofalangia II i V or Brachydaktylia typu Temtamy |
| Typ A5, BDA5          | OMIM 112900 |             |                        | Brachydaktylia typu A5 z dysplazją paznokci |
| Typ A6, BDA6          | OMIM 112910 |             |                        | Brachydaktylia typu A6 lub zespół Osebolda-Remondiniego |
| Typ A7, BDA7          |             |             |                        | Brachydaktylia typu A7 lub Brachydaktylia typu Smorgasborda |
| Typ B, BDB (lub BDB1) | OMIM 113000 | ROR2        | 9q22                   | Brachydaktylia typu B |
| Typ C, BDC            | OMIM 113100 | GDF5        | 20q11.2                | Brachydaktylia typu C lub Brachydaktylia typu Hawsa |
| Typ D, BDD            | OMIM 113200 | HOXD13      | 2q31-q32               | Brachydaktylia typu D lub Stub Thumb |
| Typ E, BDE            | OMIM 113300 | HOXD13      | 2q31-q32               | Brachydaktylia typu E |
| Typ B and E           | OMIM 112440 | ROR2 HOXD13 | 9q22, 2q31-q32         | Brachydaktylia łączonych typów B i E, zespół Ballarda lub zespół Pitta-Williamsa |
| Typ A1B, BDA1B        | OMIM 607004 |             | 5p13.3-p13.2           | Brachydaktylia typu A1, B |

## Brachydaktylia zespołowa
Brachydaktylia wchodzi też w skład wielu innych zespołów wad wrodzonych. Niektóre z nich to:
- zespół Rubinsteina-Taybiego
- zespół Robinowa
- dziedziczna osteodystrofia Albrighta
- zespół du Pana
- zespół brachydaktylii przedosiowej Temtamy